# 伊谷半次郎
伊谷 半次郎（いたに はんじろう、1889年（明治22年）2月5日～1970年（昭和45年）7月4日）は、日本の政治家・実業家。滋賀県愛知郡愛知川町出身。北海道北見市長（1947年-1963年、4期）。

## 人物
木綿問屋の四男として生まれる。徴兵や行商を経て、1912年（明治45年）春に北海道に渡り、野付牛村（現・北見市）で衣料行商を振り出しに伊谷呉服店を創業した。東和無尽社長や北洋無尽副社長を歴任。1923年（大正12年）野付牛商業会議所会頭（～1943年（昭和18年））。1926年（大正15年）に町会議員に選出される。1942年（昭和17年）に市会議長に選出され、初代議長に就任。官制初代市長を務めた高橋峯冶から引き継いで、1946年（昭和21年）に官選2代目市長に就任。翌年の初の市長選挙で初代公選市長となり以降、4期連続当選。1960年（昭和35年）に北見工業短期大学（現・北見工業大学）設立を実現させた。1962年（昭和37年）全国市長会副会長。1963年（昭和38年）1963年に高齢を理由に北見市長選挙に出馬せず、勇退した。その業績をたたえ、屯田公園に銅像が建立されている。
甥に元北見市長の宇佐美福生がいる。

## 主な業績
市政では豪腕で知られ、徹底した緊縮策や市有地売却によって、市の行財政を建て直し、北見市発展の礎を築いた。また、戦後直後の食糧難の折、食糧の確保・引揚者の住宅対策のみならず、中央政府や北海道と深いパイプを築き、道路整備事業・上水道の敷設・鉄道用地払下げと駅前再開発事業・芝浦製糖ビート工場の誘致などを精力的に行った。オホーツク地方にだけ国立大学がないのを嘆き、旧知の仲だった東急社長の五島慶太に寄付を募り、1億円の出資にこぎつけ、北見工業短期大学の誘致にも成功した。また、北見市政では最多の市長当選回数であり、現在も破られていない。

## 受賞歴
- 国務大臣表彰（1963年）
- 北見市名誉市民（1963年）
- 勲四等瑞宝章（1964年）